# Duey Bajo
Duey Bajo es un barrio ubicado en el municipio de San Germán en el estado libre asociado de Puerto Rico. En el Censo de 2010 tenía una población de 980 habitantes y una densidad poblacional de 180,27 personas por km².

## Geografía
Duey Bajo se encuentra ubicado en las coordenadas 18°7′56″N 67°4′58″O / 18.13222, -67.08278. Según la Oficina del Censo de los Estados Unidos, Duey Bajo tiene una superficie total de 5.44 km², que corresponden a tierra firme.

## Demografía
Según el censo de 2010, había 980 personas residiendo en Duey Bajo. La densidad de población era de 180,27 hab./km². De los 980 habitantes, Duey Bajo estaba compuesto por el 79.8% blancos, el 5.41% eran afroamericanos, el 1.02% eran amerindios, el 0.41% eran asiáticos, el 10.71% eran de otras razas y el 2.65% pertenecían a dos o más razas. Del total de la población el 99.29% eran hispanos o latinos de cualquier raza.